# Varada Sethu
Varada Sethu (Kerala, Índia, 1992) és una actriu britànica nascuda a l'Índia, coneguda per interpretar DS Mishal Ali a la sèrie de televisió apocalíptica Hard Sun.

## Primers anys
Varada va néixer a Kerala, Índia, de pares metges, i té una germana bessona, Abhaya. Després d'haver-se traslladat al nord-est d'Anglaterra de jove, va créixer a Newcastle upon Tyne. Sethu va anar a l'escola Dame Allan i va ser membre del National Youth Theatre. Va guanyar el concurs Miss Newcastle el 2010. Va estudiar Veterinària a la Universitat de Bristol, després es va canviar a Fisiologia. Ha estat interpretant tant Bharatanatyam com Mohiniyattam des de molt jove. Sethu va continuar la seua formació en interpretació a la Identity School of Acting de Londres.

## Carrera
Varada Sethu va aparéixer en un curtmetratge anomenat Appearances com Sameena el 2010. Més tard, va aconseguir el paper de Kiran al llargmetratge Sket del 2011, després com a Meghana Scariah en English: An Autumn in London el 2012. El 2015 va fer una aparició a la sèrie de televisió Doctors com a PC Kylie Green. La seua carrera va continuar el 2016 apareixent com Peaseblossom en una versió de la pel·lícula de televisió A Midsummer Night's Dream. També el 2016, Varada va actuar al costat de Michael Caine i Daniel Radcliffe a Now You See Me 2 i com a infermera a New Blood. El 2017 va interpretar a Aisha en 2 episodis de Doctor Foster. També va 8interpretar a DS Mishal Ali durant 6 episodis de la sèrie dramàtica britànica Hard Sun el 2018.
El 2019, va aparéixer com a habitual a la setena temporada de Strike Back: Revolution com a Lance Corporal Manisha Chetri de l'exèrcit britànic.
El 2022, va aparèixer en Andor com la rebel Cinta Kaz.